# Snapshot
Snapshot és un format de fitxer de Microsoft és una forma d'emmagatzemar vistes d'un informe creat en el sistema gestor de bases de dades Microsoft Access (versió 97 o posterior). Les dades es guarden en un fitxer amb extensió SNP, el qual pot ser llegit mitjançant un visor gratuït (Snapshot Viewer) sense necessitat de tenir instal·lat Microsoft Access. El funcionament és similar al format PDF, que és molt més universal. Sobre el visor Snapshot s'han descrit diverses vulnerabilitats de seguretat.